# Szpaki (obwód smoleński)
Szpaki (ros. Шпаки) – wieś (ros. деревня, trb. dieriewnia) w zachodniej Rosji, w osiedlu wiejskim Michnowskoje rejonu smoleńskiego w obwodzie smoleńskim.

## Geografia
Miejscowość położona jest nad rzeką Jefimja, 5,5 km od drogi federalnej R120 (Orzeł – Briańsk – Smoleńsk – Witebsk), 14,5 km od drogi magistralnej M1 «Białoruś», 12 km od centrum administracyjnego osiedla wiejskiego (Michnowka), 18,5 km od Smoleńska, 6 km od najbliższego przystanku kolejowego (Katyń).
W granicach miejscowości znajdują się ulice: Carskaja, Chutorskaja, Impieratorskaja, Izumrudnaja, Jużnaja, Kasztanowaja, Lesnaja, Letniaja, Ługowaja, Malinowaja, Mołodiożnaja, Nowaja, Parkowaja, Radużnaja, Riecznaja, Sczastliwaja, Sołniecznaja, Swietłaja, Triumfalnaja, Ujutnaja, Wiesiołaja, Zapowiednaja, Zołotaja, Zwiezdnaja.

## Demografia
W 2010 r. miejscowość zamieszkiwało 45 osób.